# Hyposoter chinensis
Hyposoter chinensis är en stekelart som först beskrevs av Kokujev 1915.  Hyposoter chinensis ingår i släktet Hyposoter och familjen brokparasitsteklar. Inga underarter finns listade i Catalogue of Life.